# Eugène Marais
Eugène Nielen Marais (* 9. Januar 1871; † 29. März 1936) war ein südafrikanischer Jurist, Biologe, Dichter, Schriftsteller und Zeitungsherausgeber.

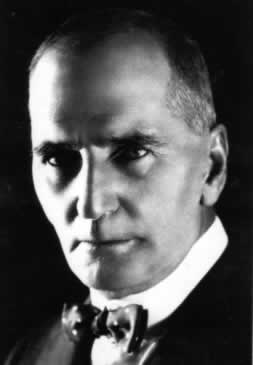
Eugène Marais

## Leben
Geboren in der Nähe von Pretoria, besuchte Marais die Schule in Pretoria, Boshof und Paarl und arbeitete anschließend als Journalist. Mit 20 Jahren war er Herausgeber der Zeitung Land en Volk. 1894 heiratete er in Winterton in der Provinz Natal Jacoba Aletta Beyers, genannt „Lettie“ (* 2. August 1871). Sie starb am 19. Juli 1895, elf Tage nach der Geburt des gemeinsamen Sohnes, Eugène Charles Gerard Marais. Seine Nichte Catherine Dougall, Tochter seiner Schwester Katharina Mynardina Dougall (geb. Marais), kam 1915 im Alter von 24 Jahren beim Untergang der Lusitania ums Leben.
1897 ging Marais nach London. Er studierte Jura, ließ sich als Anwalt nieder und beschäftigte sich daneben mit Medizin und Psychologie. Während des Burenkriegs wurde er in England als feindlicher Ausländer angesehen und kehrte 1910 nach Südafrika zurück, wo er in Johannesburg als Rechtsanwalt praktizierte. Aus Abneigung gegen diese Tätigkeit und bei beginnender Depression zog er sich in die Region Waterberg zurück, wo er Tierstudien betrieb und dabei Fragen der Verhaltensforschung nachging. Er führte Tierversuche durch – vor den Experimenten von Konrad Lorenz – und zeigte u. a. den Unterschied zwischen dem instinktiven Artgedächtnis und dem auf Intelligenz beruhenden Individualgedächtnis. Unter anderem beobachtete er drei Jahre lang eine Herde wilder Chacma-Paviane und beschäftigte sich intensiv mit dem Leben der Termiten. Seine Beobachtungen und Experimente an diesen Tieren führten ihn zu dem Schluss, dass eine Termitenkolonie als geschlossener Organismus betrachtet werden kann. Er erkannte die emergenten Eigenschaften der Termitengemeinschaft als Superorganismus und nannte sie „Gruppenseele“.
Er schrieb mehrere Werke auf Afrikaans, unter anderem das 1925 veröffentlichte Buch Die siel van die mier („Die Seele der Ameise“, später publiziert als Die Seele der weissen Ameise), weigerte sich jedoch, sie ins Englische zu übersetzen, weshalb sie außerhalb Südafrikas kaum Beachtung fanden.
1926 veröffentlichte Maurice Maeterlinck, der belgische Literatur-Nobelpreisträger von 1911, (der als Flame Afrikaans verstehen konnte) sein Buch La Vie des Termites, mit dem er zahlreiche Ideen aus Marais’ Buch für sich beanspruchte. Marais ging gegen das Plagiat vergeblich juristisch vor.
Seit vielen Jahren von gesundheitlichen Problemen belastet und morphiumabhängig, bedrückte ihn dieses Plagiat zusätzlich. 1936 nahm sich Marais mit einem Gewehrschuss das Leben.
Marais Leben als Naturwissenschaftler und Verhaltensforscher erfuhr in seiner Heimat Südafrika weniger Beachtung als seine literarischen Werke. Er gilt als einer der größten Poeten, die in Afrikaans geschrieben haben. Nur einige frühe Gedichte von ihm sind in englischer Sprache verfasst.
Über viele Jahre war Marais mit dem Dichter Andries Gerhardus Visser befreundet.